# Adenitis
Adenitis és una inflamació d'un gangli limfàtic.
Tipus d'adenitis:
- Adenitis cervical és una inflamació d'un gangli limfàtic del coll.
- Adenitis mesentèrica és una inflamació dels ganglis limfàtics de l'abdomen.
- Adenitis sebàcia és una inflamació de les glàndules sebàcies de la pell.
- Adenitis tuberculosa (escròfula) és una infecció tuberculosa de la pell del coll.